# Институт полимерных исследований (Дрезден)
Институт полимерных исследований Ассоциации Лейбница (нем. Leibniz-Institut für Polymerforschung Dresden) в Дрездене — один из крупнейших неуниверситетских научно-исследовательских институтов полимеров в Германии. Институт был основан в 1992 году как преемник Института полимерных технологий Академии наук ГДР и в настоящее время является членом ассоциации Лейбница.
Ориентированные на приложения фундаментальные исследования института направлены на разработку научных принципов для улучшения или развития новых полимерных материалов и технологий.
Тематический спектр института очень широк. Он варьируется от синтеза, анализа и модификации полимеров через теорию и моделирование до обработки полимеров. Результаты исследований института воплощаются в инновациях для технологий будущего, таких как коммуникационные технологии, медицинские технологии, транспортная инженерия, технологии производства и хранения энергии и защиты окружающей среды.

## История
На центральногерманской прядильной фабрике Pirna-Copitz 1 октября 1948 года был основан научно-исследовательский институт текстиля, который под руководством своего директора Вальтера Френцеля развился до одного института технического университета Дрездена и был принят в качестве института волоконной технологии в немецкую академию наук в Берлине. В 1954 году институт был перемещен в Дрезден.
1 апреля 1984 года он был переименован в Институт полимерных технологий, из которого в 1992 году был окончательно преобразован в Институт исследования полимеров (IPF) в Дрездене как один из институтов так называемого Голубого списка. Он функционирует как Институт Ассоциации Лейбница с 2004 года.
Как и все институты Ассоциации Лейбница, IPF в Дрездене аттестуется не реже одного раза в семь лет. Последняя успешная аттестация состоялась в 2022 году.
Институт организовал множество международных конференций, в том числе Европейский полимерный конгресс в 2015 г. и Конференцию Европа-Африка Общества по переработке полимеров в 2017 году.

## Структура[3]
- Институт высокомолекулярной химии (IMC) — руководитель: проф. д-р Бригитта Фойт
- Институт физической химии и физики полимеров (IPC) — руководитель: проф. д-р Андреас Фери
- Институт полимерных материалов (IPW) — руководитель: проф. д.т. н. Маркус Стоммель
  - Область исследования эластомеров (в IPW) — руководитель: проф. д.т. н. Свен Виснер.
- Институт биофункциональных полимерных материалов (IBP) — руководитель: проф. д-р Карстен Вернер.
- Институт теории полимеров (ITP) — руководитель: проф. д-р Йенс-Уве Зоммер

## Исследовательская программа
Профиль исследований IPF в Дрезденев настоящее время определяется шестью стратегическими темами:
- Фундаментальные концепции мягкого вещества (Basic concepts of soft matter Архивная копия от 25 февраля 2021 на Wayback Machine)
- Биоинспирированные материалы (Bio-inspired materials Архивная копия от 25 февраля 2021 на Wayback Machine)
- Функциональные материалы и системная интеграция (Functional materials and system integration Архивная копия от 25 февраля 2021 на Wayback Machine)
- Технологически контролируемые конструкционные материалы (Process-controlled structural materials Архивная копия от 7 марта 2021 на Wayback Machine)
- Исследование материалов на основе научных данных (Data science-based material research Архивная копия от 25 февраля 2021 на Wayback Machine)
- Устойчивость и защита окружающей среды (Sustainability and enviroment protection Архивная копия от 25 января 2021 на Wayback Machine)

## Персонал
В IPF тесно сотрудничают ученые-естественники (в том числе химики, физики и биологи) и ученые-инженеры.
Руководители институтов и научных направлений одновременно являются профессорами Технического университета Дрездена (на факультетах химии и химии пищевых продуктов, физики и машиностроения). Около 100 аспирантов постоянно интегрированы в исследовательскую работу IPF, здесь готовятся и курируются многочисленные дипломные, магистерские и бакалаврские работы.
Институт оказывает поддержку молодым ученым в создании независимых младших исследовательских групп.

## Сотрудничество/сети
Институт тесно сотрудничает с Техническим университетом Дрездена (ТУ Дрездена), является членом концепции DRESDEN и Дрезденской сети материаловедения и также сотрудничает в многочисленных научно-исследовательских проектах с институтами и промышленными предприятиями как в Германии, так и во всем мире.
Совместно с ТУ Дрездена в 2002 году IPF основал Центр Макса Бергмана по изучению биоматериалов в новом здании, построенном с этой целью.
Институт, расположенный в Дрездене, интегрированв объекты и структуры, созданные, в частности, в рамках Эксцеленц-инициатив:
- Центр регенеративной терапии
- B CUBE — Центр молекулярной биоинженерии
- Центр развития электроники Дрездена
- Эльза Крёнер-Фрезениус-Центр цифровой медицины
- Эксцеленц-кластер «Физика для жизни»

## Передача технологии
В целях внедрения результатов научных исследований в практику Институт занимается передачей технологий, содействует созданию новых фирм и сотрудничает с промышленными компаниями. 

## Веб-ссылки
- Официальный сайт Архивная копия от 20 сентября 2019 на Wayback Machine
- DRESDEN-концепция Архивная копия от 18 января 2021 на Wayback Machine
- Сеть материаловедческих исследований Дрезден Архивная копия от 28 февраля 2021 на Wayback Machine
- Центр им. Макса Бергмана по биоматериалам Архивная копия от 25 февраля 2021 на Wayback Machine
- B CUBE — Center for Molecular and Cellular Bioengineering Архивная копия от 25 февраля 2021 на Wayback Machine
- Else Kröner-Fresenius-Zentrum für Digitale Gesundheit Архивная копия от 7 марта 2021 на Wayback Machine
- Exzellenzcluster Physics for Life Архивная копия от 4 марта 2021 на Wayback Machine